# Gotska vojna (248–253)
Gotska vojna 248–253 se je odvijala med leti 248 in 249 ter v letu 253. V okviru te vojne je prišlo do vrste bitk in ropanja, ki so ga izvajala Goti in njihovi zavezniki na vzhodnem ozemlju rimskega cesarstva, natančneje na balkanskem polostrvu. S prenehanjem plačila davka, ki ga je prej plačeval rimski cesar Filip Arabski (vladal 244–249) plemenom onkraj Donave, so se Goti in njihovi zavezniki pod vodstvom kralja Ostrogotha ter njegovih poveljnikov Argeda in Gunderica premaknili proti rimski meji in začeli z serijo napadov, vključno proti utrjenemu mestu Marcianopolis (danes Devnya) v Trakiji. Po teh vdorih so se Goti umaknili s svojimi vojskami in naropanim bogastvom.
Leta 250 so se vdori nadaljevali, Karpi so napadli rimska provinca Dakija, medtem ko je gotski kralj Cniva, ki je poveljeval različnim skupinam Gotov in drugih zavezniških plemen, premagal Rimljane v dveh velikih bitkah, v eni od teh je ubil rimskega cesarja Decija (vladal 249–251) in njegovega sovladarja sina Herenija Etruska (vladal} 251). Cesarjevi naslednik Trebonijan Gal (vladal 251–253) je obljubil, da bo plačal letni davek, če se napadalci umaknejo, vendar ni izpolnil obljube, kar je povzročilo nove napade leta 253, čeprav je guverner in prihodnji cesar Emilijan (vladal 253) uspel zaustaviti te napade.

## Ozadje
Ločimo lahko dva dejavnika, ki sta prispevala k naraščajočemu nezadovoljstvu prebivalstva, ki je živelo severno od Donave v 3. stoletju, kar je kulminiralo v izbruhu gotske vojne. Prvi in najpomembnejši dejavnik je, da od časa Aleksandra Severa (vladal 222–235) nenehno prihajalo je do stalnih selitev novih vasi blizu donavske meje. Takrat so poročali, da so bili uničeni mesti Olbia in Tiras (stari  grški koloniji) v današnji Ukrajini, ki so jih uničili bojevniki novega in močnega ljudstva, ki je razdejalo to pokrajino. Kasneje, spomladi 238, so skupine bojevnikov tega istega ljudstva, ki so jih na splošno imenuvali Skiti, prečkali ozemlja Karpov, Dačanov in napadli Spodnjo Mezijo, kjer so zajeli in oropali mesto Istros.
Drugi dejavnik so bila dejanja cesarja Filipa Arabca (vladal 244–249), ki se je, močnejši zaradi svojih političnih uspehov, še posebej v zvezi s Sasanidskim cesarstvom cesarja  Šapurja I (vladal 240, 242–272), odločil znova oceniti situacijo glede germanskih plemen in se odločil, da preneha plačevati letne dajatve, začete leta 238 s strani Maksimina Tračana (vladal 235–238), ki so bili dodeljeni za pomiritev agresivnih plemen v regiji. Prav tako je preklical vse druge prej sklenjene dogovore.

## Vpadi Ostrogotha
Po knjigi Getica- De origine actibusque Getarum rimskega zgodovinarja Jordana je kot posledica prekinitve plačila tributa konec leta 248 Ostrogotha, kralj Ostrogotov in Vizigotov, prečkal Donavo z vojsko, sestavljeno iz gotskih in zavezniških germanski-sarmatskih plemen (Tajfalcev, Bastarnov, Hasdingov in Karpov), ki jih avtor ocenjuje na 300.000 mož, in vodil invazijo Mezijo in Trakijo. Hkrati je Pakacijan (vladal 248) bil razglašen za cesarja s strani svojih vojsk, nameščenih blizu Donave. Jordan trdi, da je bila gotska invazija Ostrogothe uspešna zaradi malomarnosti vojakov, ki so varovali donavsko mejo.
Da bi se spopadel s to kaotično situacijo je Filip imenoval senatorja Decija za poveljnika legij nameščenih v Panoniji in Meziji. Po prihodu v to regijo, kot poroča Jordan, Decij ni mogel zadržati napadalcev in je raje je začel odpuščati svoje vojake iz  službe. Vojaki so se uprli in se predstavili Ostrogothi ter prosili za njegovo zaščito, kar je bilo odobreno in so se tako pridružili napadajočim silam. Gotska poveljnika Ostrogothe, imenovana Argedo in Gunderico, sta bili poslana, da ponovno napadeta Mezijo, nato pa sta se odpravila proti utrjenemu mestu Marcianopolis v Trakiji. Po dolgem obleganju sta prisilili prebivalce, da so jima dali denar, da prenehata z napadom. Po tem se je Ostrogotha umaknil nazaj v svojo deželo z plenom.

## Vzpon Decija in invazija kralja Cnive
Spomladi leta 249 je Decij, še vedno na čelu legij iz Panonije in Mezije, bil razglašen za cesarja s strani svojih vojsk in se odločil, da se odpravi proti Rimu, da bi odstranil Filipa. Vojaška praznina, ki je s tem nastala, je neizogibno pritegnil še več napadalcev. Naslednje leto so Karpi napadli Dakijo, Zgornjo Mezijo in Spodnjo Mezijo. Hkrati je gotski kralj Cniva, naslednik Ostrogothe, organiziral svoje sile in izkoristil priložnost, da napade Rimljane. Sile Cnive naj bi vključevale Gote, Vandale in Tajfale, pa tudi nekaj odpadniških rimskih veteranov. Glede na opis Skitov, ki ga je dal zgodovinar Zosim je skoraj gotovo, da vmes ni bilo sarmatskih elementov, kot so bili Roksolani.
Cniva je svojo vojsko razdeli na dva dela in poslal približno 20.000 svojih vojakov, da napadejo Mezijo, ki je bila v tistem času nezaščitena in nato na Philippopolis (današnji Plovdiv, v Bolgariji), medtem ko je sam vodil 70.000 moških proti Euscii (Svishtov). General Trebonijan Gal je izgnal Cnivo iz tega območja, ga prisilil, da je pobegnil v Nikopolis. Ko se je cesar Decij približeval je gotski kralj odločil, da se odpravi v bližino gore Haemus in se nato poda proti Philippopolisu.
Ob Cnivovem odhodu je Decij prečkal goro Haemus, morda skozi prehod Shipko in se postavil v tabor na Beroji (današnja Stara Zagora), kjer je bil kasneje premagan v presenetljivem napadu gotskega kralja. Njegova vojska je bila uničena, prisiljen je bil vrniti se v Euscio, kjer se je srečal s Trebonijanom Galom, ki je bil tam z veliko silo za zaščito meje. Tam je Decij zbral vojsko tega območja in se pripravil na nadaljnje konflikte. Hkrati je Cniva oblegal Philippopolis, ki je padel poleti po dolgem obleganju. Gotski kralj se je nato povezal z lokalnim guvernerjem Titusom Juliusom Priscusom proti Rimljanom.
Padec Plovdiva je cesarja spodbudil, da ukrepa. Potem, ko prestregel osamljene germanske napadalce in popravil donavske utrdbe, se je odpravil v boj proti Gotom, ki so bili obdani s številčno superiornimi rimskimi silami, ko so poskušali pobegniti. Decij jih je napadel v bitki pri Abritusu, na mestu blizu majhnega mesta Forum Terebroni ali Abritus (današnji Razgrad). Rimska vojska je bila ujeta v močvirju, ko je poskušala napredovati in tako cesar kot njegov sin Herenij Etrusk sta bila ubita v borbi.

## Zadnja invazija in posledice
Kot posledica bitke pri Abritusu so novice o katastrofi dosegle preostale legije, ki so razglasile njihovega poveljnika Trebonijana Gala (vladal 251–253) za cesarja. Dovolil je Cnivi, da odide z njegovim plenom in obljubil, da bo plačal tribut v zameno za to, da ne bo več napadal rimskih dežel. Kljub njegovi obljubi je takratni guverner Mezije in Panonije ter kasnejši cesar Emilijan (vladal 253) zavrnil plačilo te tribute. To, skupaj z Ciprijanovo kugo (251–270), pandemijo črnih koz, ki je uničila med 15% in 30% prebivalstva cesarstva, je spodbudilo novo invazijo Gotov Cnive v Mezojo in Trakijo leta 253. Emilijan je uspel uspešno odbiti napadalce, ki so bili pregnani in preganjani čez Donavo z bliskovitim napadom na njihova ozemlja, kar je končalo barbarsko grožnjo.
Emilijan je pridobil velike količine plena in osvobodil na tisoče zajetih rimskih državljanov. Med osvobojenimi je bil morda tudi Cnaeus Valerius Serapion, ki je posvetil nedatirani oltar najden v Apulonu (zdaj Alba Iulia) v Rimski Dakiji, ki se zahvaljuje za odkup od Karpov (Liberatus a Carpis). Kot posledica teh dogodkov je obmejna regija ob Donavi ostala mirna še nekaj let. Leta 256 in 257, ob izkoriščanju politične nestabilnosti cesarstva, je koalicija barbarskih plemen, pod vodstvom Karpov, napadla Mezijo, oplenila Trakijo in oblegala Solun v Makedoniji.
V naslednjih letih so sovražna plemena donavskega bazena vodila nove invazije, najpomembnejša je bila leta 267 ali 268, ki so jo je vodili Goti. V tej invaziji so barbari prodrli do Egejskega morja, napadli so tudi različna otoška in obmorska območja. Pristali so v Makedoniji in oplenili Trakijo, dokler niso bili ustavljeni in poraženi v bitki pri Nišu leta 268–269 s strani Galiena (vladal 260–268) ali Klavdija II. (vladal 268–270).